# Kolec kulszowy

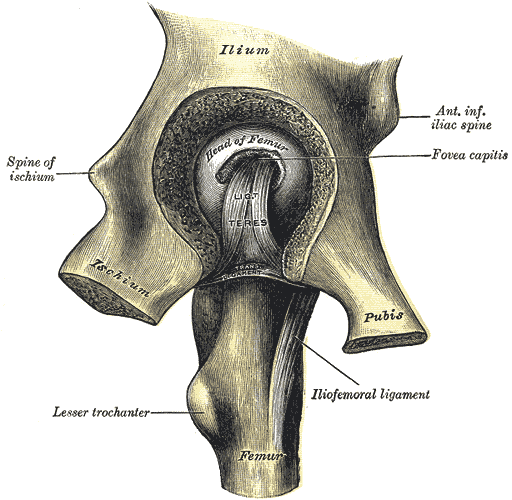
Kolec kulszowy oznaczony jest Spine of ischium

Kolec kulszowy (łac. spina ischiadica) – w anatomii człowieka wyrostek na kości kulszowej, znajdujący się ku tyłowi od brzegu jej trzonu (łac. corpus ossis ischii). Powyżej kolca znajduje się wcięcie kulszowe większe (łac. incisura ischiadica major), poniżej zaś, między nim z guzem kulszowym (łac. tuber ischiadicum) – wcięcie kulszowe mniejsze (łac. incisura ischiadica minor). Do powierzchni zewnętrznej kolca kulszowego przyczepia się mięsień bliźniaczy górny, do powierzchni wewnętrznej mięsień guziczny, natomiast do wierzchołka kolca jest przytwierdzone więzadło krzyżowo-kolcowe.